# Franz Blei
Franz Blei, född 18 januari 1871 i Wien, Österrike-Ungern, död 10 juli 1942 i Westbury, New York, var en österrikisk författare.

## Biografi
På sin fars sida var Franz Blei av svensk härkomst, på moderns av polsk. Han doktorerade 1895 med en avhandling om abbé Galiani, men hade då redan debuterat 1893 som komediförfattare. Han fortsatte därefter som novellist och som allmänkulturell essäist med konstnärlig inriktning. Han var genomgående kosmopolitisk och högst säregen vad gäller intressen, stil och synpunkter. Bland hans dramatiska arbeten märks Thea (1895); bland hans noveller Landfahrer und Abenteurer (1913), Leben und Traum der Frauen (1921) och Der Knabe Ganymed (1923). Hans essäer är samlade i Vermischte Schriften (6 band, 1911-12), Menschliche Betrachtungen zur Politik (1915), Bestiarium der modernen Literatur (1920) samt Das Kuriositätenkabinett der Literatur (1924).
Blei grundade 1908 tillsammans med Carl Sternheim tidskriften Hyperion. Till det första årets medverkande hörde Carl Einstein med några noveller. Blei utgav även urval av tyskspråkig poesi från barocken och fransk rokokopoesi. Dessutom översatte han modern brittisk och fransk prosa, liksom sådana motsatser som Lukianos och Thomas a Kempis ur äldre litteratur.
Tillsammans med Albert Paris Gütersloh, som han hade lärt känna som krigskorrespondent under första världskriget, gav Blei 1918-19 ut tidskriften Die Rettung.
Tonsättaren Paul Hindemith lät Bleis pjäs Das Nusch-Nuschi bilda libretto för en enaktsopera, som uruppfördes 4 juni 1921 på Landestheater i Stuttgart med Fritz Busch som dirigent. Den bildade andra delen i en operatriptyk som byggde på expressionistiska pjäser. Den första delen utgjordes av Oskar Kokoschkas Mörder, Hoffnung der Frauen, vilken uruppfördes vid samma tillfälle, och den sista delen var August Stramms Sancta Susanna färdigställd året efter.
Hans bok Männer und Masken (1930) brändes av nationalsocialister under de landsomfattande bokbålen i Nazityskland 1933.

## Bokurval (tyska)
- Reinhardt und die Reformbühne (u.å.)
- Strindberg (u.å.)
- Die göttliche Garbo : Nachwort von Greta Garbo (Giessen : Kindt & Bucher Verlag, 1930)
- Schriften in Auswahl; mit einem Nachwort von A. P. Gütersloh (München : Biederstein Verlag, 1960) 692 s.
- Briefwechsel : (1904 - 1933) / Franz Blei - André Gide (Darmstadt : Wissenschaftliche Buchgesellschaft, 1997) ISBN 3-534-13606-3